# Wesley La Violette
Wesley La Violette (* 4. Januar 1894 in Saint James, Minnesota; † 29. Juli 1978 in Escondido, Kalifornien) war ein US-amerikanischer Komponist.
La Violette studierte am Musical College von Chicago und unterrichtete dort von 1923 bis 1933. Bis 1938 leitete er die Theorieabteilung der De Paul University of Music. Danach wurde er Leiter des Allied Arts Center in Los Angeles, wo er ab 1946 auch am Konservatorium unterrichtete. Er hatte auch großen Einfluss auf die Jazzmusik-Szene der Westküste, zu seinen Schülern zählten unter anderem Martin Denny und Jimmy Giuffre.
La Violette komponierte zwei Opern, fünf Sinfonien, zwei Violinkonzerte, ein Konzert für Streichquartett und Orchester, kammermusikalische Werke, Kantaten, Chorwerke und Lieder.